# Pitof
Jean-Christophe "Pitof" Comar (nascut el 4 de juliol de 1957) és un supervisor d'efectes visuals francès i director notable de Vidocq i Catwoman.

## Primers anys
Pitof va néixer Jean-Christophe Comar el 4 de juliol de 1957 a París. Des de petit, va tenir interès per la fotografia. Quan era adolescent, va construir un estudi de fotografia al soterrani de la casa dels seus pares i va aconseguir una feina com a ajudant de fotògraf.

## Carrera
Pitof va començar la seva carrera a la indústria cinematogràfica l'any 1976 com a ajudant de direcció, fotògraf i muntador de pel·lícules. Després es va ramificar en la partitura musical, el disseny de programari i el disseny gràfic per a televisors, vídeos musicals i anuncis publicitaris. Cofundador de Duran Duboi, una empresa de postproducció digital, Pitof va treballar en anuncis, vídeos i llargmetratges.
El 1997, Pitof va assumir el paper de director de la segona unitat per a Alien Resurrection de Jean-Pierre Jeunet. Va ser la tercera col·laboració de Pitof amb Jeunet després de treballar junts a les pel·lícules de Jeunet-Caro Delicatessen i La ciutat dels nens perduts.
l'any 2000 Pitof va debutar com a director amb la pel·lícula Vidocq, un thriller d'època protagonitzat per Gerard Depardieu i Guillaume Canet, estrenada a França el setembre de 2001.
És notable per ser la primera gran pel·lícula fantàstica que es va estrenar (un any abans que Star Wars episodi II: L'atac dels clons) es va rodar completament amb cinematografia digital, utilitzant una càmera CineAlta Sony HDW-F900.
Al Guinness World Records, Vidocq és el primer llargmetratge filmat en alta resolució digital.
El 2004, Pitof va fer el seu debut en anglès amb la pel·lícula de Hollywood Catwoman, protagonitzada per Halle Berry i Sharon Stone. La pel·lícula va ser denostada per la crítica, i es considera una de les pitjors pel·lícules de tots els temps, i Pitof va rebre el Premi Golden Raspberry al pitjor director per la pel·lícula.
Pitof estava preparat per dirigir la coproducció xineso-estatunidenca Empires of the Deep encara que finalment la va abandonar.
El 2019, Pitof va cofundar 6th Sense VR, una empresa que desenvolupa, produeix i distribueix contingut de realitat virtual.
Pitof es troba entre els 100 millors directors francesos de tots els temps

## Filmografia
Director
- Vidocq (2001)
- Catwoman (2004)
- Fire and Ice: The Dragon Chronicles (2008) (TV movie)

Guionista
- Vidocq (2001)
- Le pistolet (2003)

Director de segona unitat
- Alien Resurrection (1997)

Productor
- ’’The Sacrifice Zone’’ (2022)
- ’’All you Need is Me’’ (2018)
- ’’Venus’’ (2018)
- ’’Day Driver’’ (2018)
- ’’In my Mother’s Arms’’ (2017)
- ’’One World’’ (2016)
- ’’Connected’’ (2016)
- ’’NY 84’’ (2016)
- ’’Broken Angels’’ (2015)
- ’’Make note of every sound’’ (2015)
- ’’Hacker’s Game’’ (2015)
- The Activist (2014)
- Closer Apart (2012)

Supervisor d’efectes visuals
- Asterix & Obelix Take On Caesar (1999)
- Joana d’Arc (1999)
- Alien Resurrection (1997)
- Didier (1997)
- Fantome avec Chauffeur (1996)
- Beaumarchais (1996)
- Fallait pas (1996)
- La ciutat dels nens perduts (1995)
- Le bonheur est dans le pré (1995)
- Ma Femme me Quitte (1995)
- Dead Tired (1994)
- The Daughter of d'Artagnan (1994)
- Blue Helmet (1994)
- Giorgino (1994)
- Montparnasse Pondichery (1994)
- Cash-Cash (1994)
- Les Visiteurs (1993)
- The Thirst for Gold (1993)
- Fanfan & Alexandre (1993)
- Metisse (1993)
- My Name Is Victor (1993)
- Le Bal des casse-pieds (1992)
- Delicatessen (1991)